# Апісон (Теннессі)
Апісон (англ. Apison) — переписна місцевість (CDP) в США, в окрузі Гамільтон штату Теннессі. Населення — 4428 осіб (2020).

## Географія
Апісон розташований за координатами 35°0′17″ пн. ш. 85°0′35″ зх. д. / 35.00472° пн. ш. 85.00972° зх. д. (35.004854, -85.009676).  За даними Бюро перепису населення США в 2010 році переписна місцевість мала площу 38,38 км², з яких 38,36 км² — суходіл та 0,01 км² — водойми.

## Демографія
Згідно з переписом 2010 року, у переписній місцевості мешкало 2469 осіб у 923 домогосподарствах у складі 705 родин. Густота населення становила 64 особи/км².  Було 970 помешкань (25/км²).
Расовий склад населення:
| - 95,8 % — білих - 1,0 % — чорних або афроамериканців - 0,7 % — азіатів - 0,6 % — корінних американців |

До двох чи більше рас належало 1,4 %. Частка іспаномовних становила 3,4 % від усіх жителів.
За віковим діапазоном населення розподілялося таким чином: 21,6 % — особи молодші 18 років, 62,5 % — особи у віці 18—64 років, 15,9 % — особи у віці 65 років та старші. Медіана віку мешканця становила 42,7 року. На 100 осіб жіночої статі у переписній місцевості припадало 99,4 чоловіків;  на 100 жінок у віці від 18 років та старших — 98,0 чоловіків також старших 18 років.
Середній дохід на одне домашнє господарство  становив 66 099 доларів США (медіана — 56 905), а середній дохід на одну сім'ю — 78 890 доларів (медіана — 77 375). За межею бідності перебувало 14,3 % осіб, у тому числі 16,9 % дітей у віці до 18 років та 12,4 % осіб у віці 65 років та старших.
Цивільне працевлаштоване населення становило 1261 особа. Основні галузі зайнятості: освіта, охорона здоров'я та соціальна допомога — 23,1 %, виробництво — 16,6 %, роздрібна торгівля — 11,4 %, оптова торгівля — 10,6 %.